# Валентин Галев
Валентин Пламенов Галев е български футболист, вратар на ОФК Костинброд.

## Кариера
Роден в София на 1 януари 1984 г. Възпитаник на ДЮШ на Локомотив (София). Между 2002 и 2015 г. играе в 111 мача за отбора в А група. През лятото на 2015 г. преминава в Ботев (Пловдив).
От 2016 до 2020 година е страж на Септември София, като от 2018 година е капитан на отбора.
Сега играе в Окръжна Група А за ОФК Костинброд.
Понякога и капитан на ОФК Костинброд.